# エオン・ド・レトワール
エオン・ド・レトワール（Éon de l'Étoile、？ - 1150年）は、12世紀のフランスのカルト指導者。放浪説教者で、自らを「キリストの再来」と名乗り閉鎖的な信仰集団を結成して教会などを略奪した。
ブルターニュのルーデアク付近で生まれ、小貴族の家柄だが粗野で無教養だった。隠者になるためパンポンの森で隠遁生活を送るが、祈りや修行が煩わしくなり同じく不満をもった隠者たちとともに村に出た。腰に剣をつるし髭をたくわえ当地の領主の中には加担するものまで現れ山賊集団として、荒野と沼を拠点に、付近の村々、教会、修道院、城館を略奪し獲物を奪い取ると勝利の酒宴を張った。またエオンは魔術を使えると噂され人々から恐れられた。
厳しい寒さだった1143年からフランス全土は2年続きで飢饉にみまわれ、不吉の兆であるハレー彗星が出現し、世情は不穏だった。エオンは1145年頃からブルターニュからガスコーニュの森林、荒野の広がる農村で農民たちに説教して回った。彼は無教養でアルファベットすら碌に書けなかったが、聖書に詳しく腐敗した教会を攻撃し共産主義的な思想を唱えやがて自らをメシア、預言者、神の子であると主張した。二股の杖を携えていたが、杖の先が上向きの時は、世界の3分の2は神のものであり、残りの3分の1は彼のもので杖の先が下向きの時は、神と彼が世界を占有する比率は逆転すると説いた。そして、弟子たちには天使や使徒たちの名を与えた。こうしたカリスマ的言動で人々を魅了したエオンは、多くの流民、貧民が集まった。
エオンの群れの評判はフランス西部一帯に広がり1148年、脅威を感じたルーアンの司祭は、軍隊をさしむけ彼を逮捕させた。エオンは、この逮捕ですらも彗星の出現という予兆をもとに予言していたと、最後まで主張していた。異端告発され法王ら要人が出席したランスの教会会議に引き出された。そこでの荒唐無稽の言動に「異端者であるよりもむしろ狂人」として断罪され終身刑を宣告され1150年に獄死する。捕らわれた多くの信徒は師の教えを否認することを拒否し火刑にされた。